# Vukîtîceve, Novoarhanhelsk
Vukîtîceve (în ucraineană Вукитичеве) este un sat în comuna Ivanivka din raionul Novoarhanhelsk, regiunea Kirovohrad, Ucraina.

## Demografie
Componența lingvistică a localității Vukîtîceve
     Ucraineană (91,67%)
     Rusă (7,22%)
     Alte limbi (0,56%)
Conform recensământului din 2001, majoritatea populației localității Vukîtîceve era vorbitoare de ucraineană (91,67%), existând în minoritate și vorbitori de rusă (7,22%).